# PL-15
Le PL-15 (code OTAN :  CH-AA-10, Abbadon) est un missile air-air à guidage radar développé par le Centre de développement de la technologie électro-optique de Luoyang, en Chine. 

## Description
Le PL-15 a été utilisé lors des  frappes indo-pakistanaises de 2025 et auraient abattu un Rafale indien.
Il peut équiper les avions J-20, J-35, J-10C, J-15, J-16, J-11B, JF-17 Block-3.

## Opérateurs

### Opérateurs actuels
- Chine :
  - Force aérienne chinoise ;
  - Aéronautique navale chinoise.
- Pakistan : Forces aériennes pakistanaises [3].